# Tassellazione dello spazio
Una tassellazione dello spazio (detta anche piastrellatura o pavimentazione dello spazio) è un insieme di poliedri adiacenti che ricoprono tutto lo spazio, senza lasciare buchi. Questi poliedri sono generalmente in numero infinito. Di particolare interesse sono le tassellazioni che mostrano una certa regolarità, come quelle formate da poliedri tutti identici fra loro.
In natura, un esempio di tassellazione molto regolare è dato dalle arnie (a nido d'ape).

## Esempi
Alcuni solidi hanno la proprietà di tassellare lo spazio se ripetuti indefinitamente in tutte le direzioni. Fra i solidi platonici, il cubo è l'unico che ha questa proprietà. Altri esempi sono da ricercarsi in solidi non platonici, ma aventi comunque una certa regolarità, come i poliedri archimedei o i solidi di Catalan.

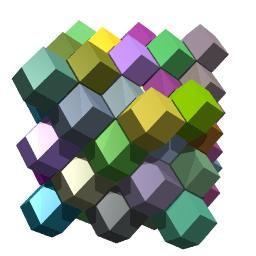
Tassellazione tramite dodecaedri rombici.
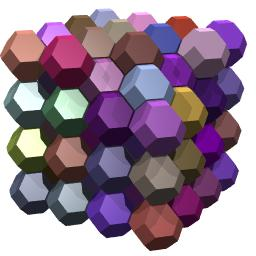
Tassellazione tramite ottaedri troncati.
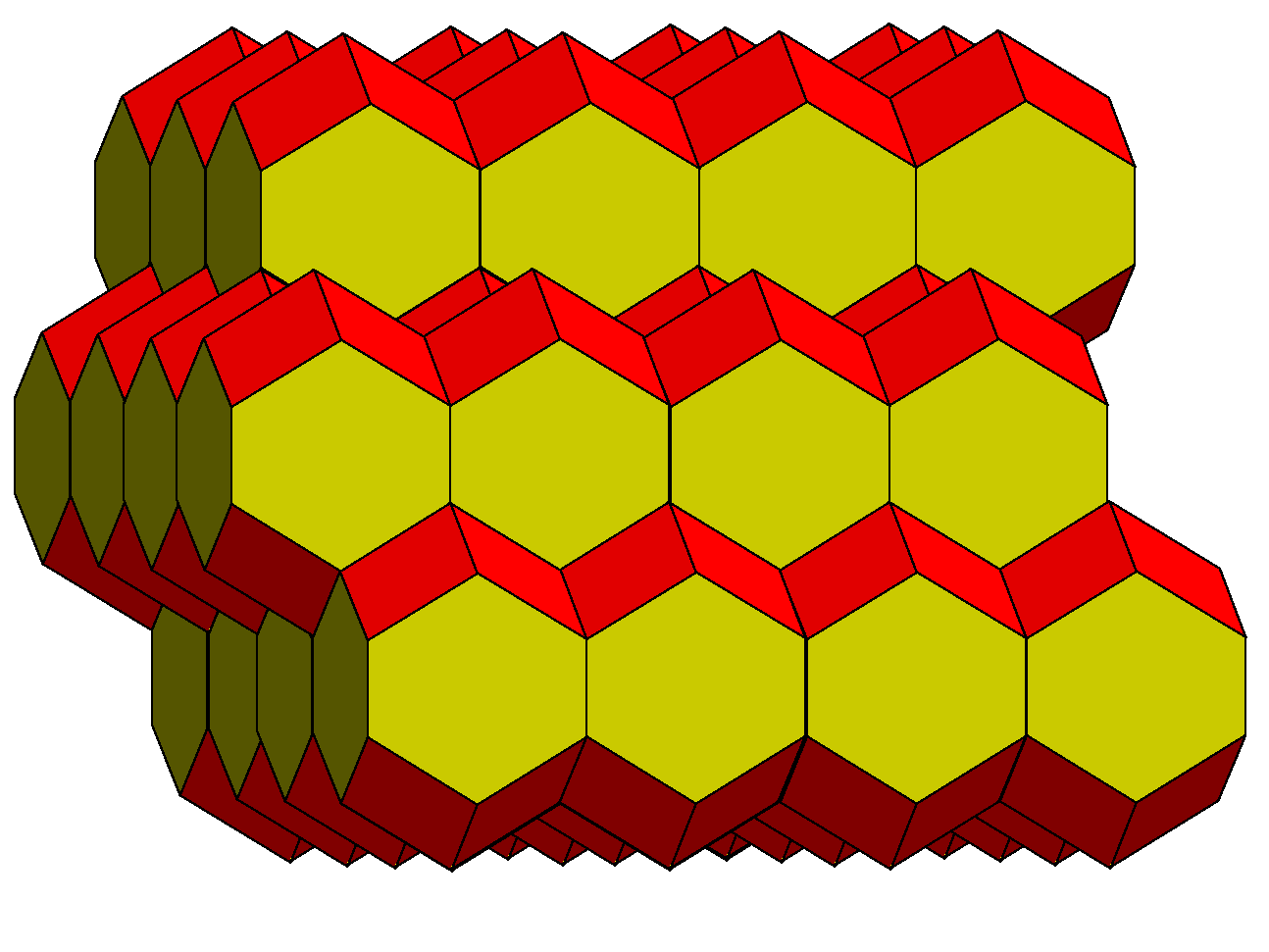
Tassellazione tramite dodecaedri rombo-esagonali.
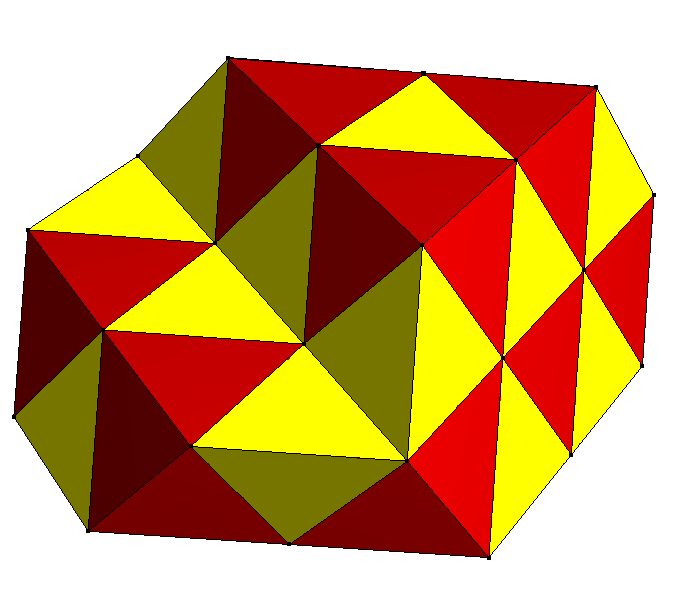
Tassellazione tramite tetraedri e ottaedri.
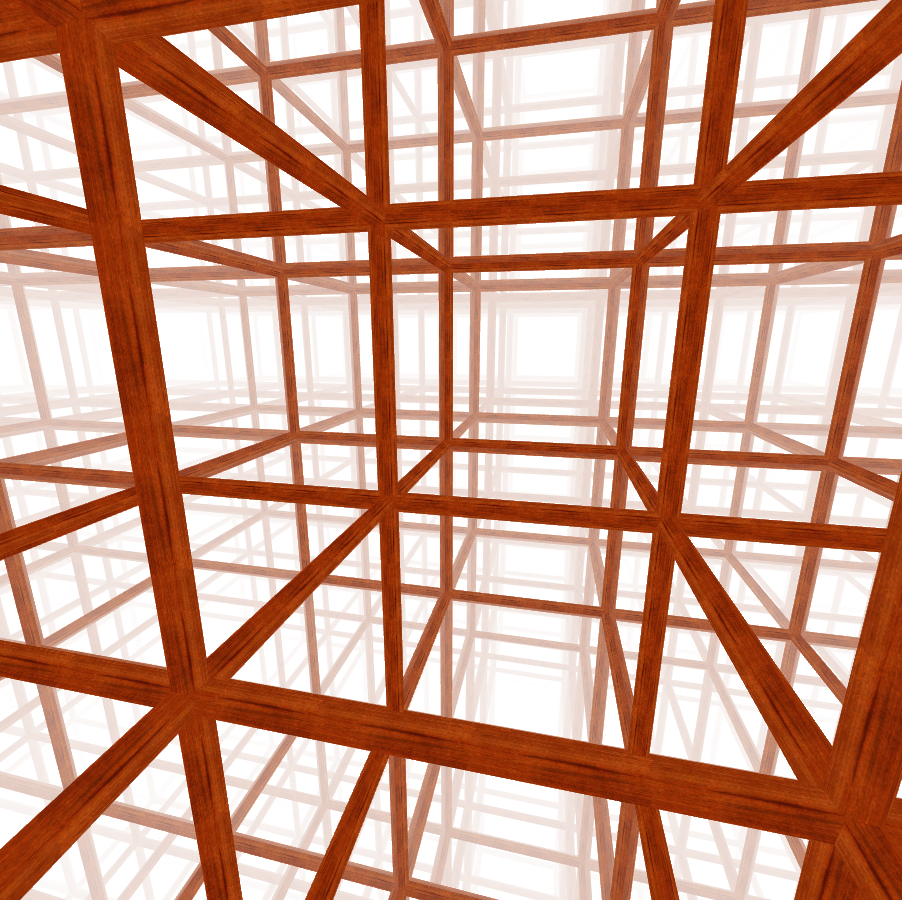
Tassellazione tramite cubi.
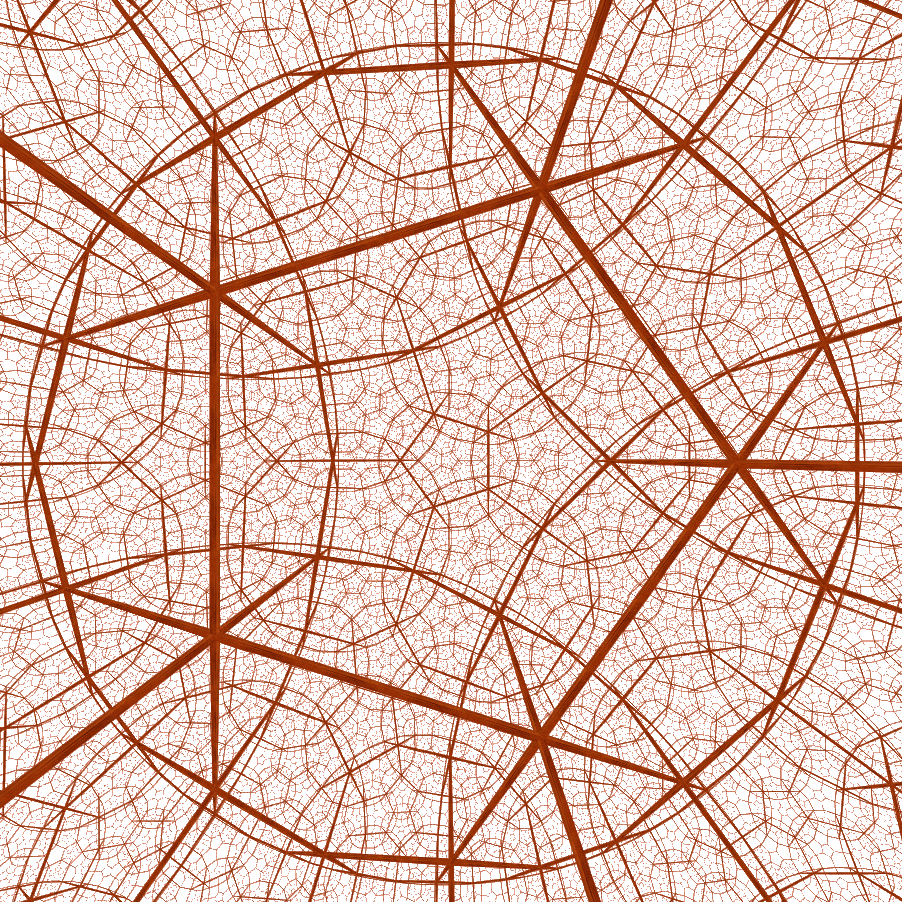
Tassellazione dello spazio iperbolico tramite dodecaedri iperbolici.
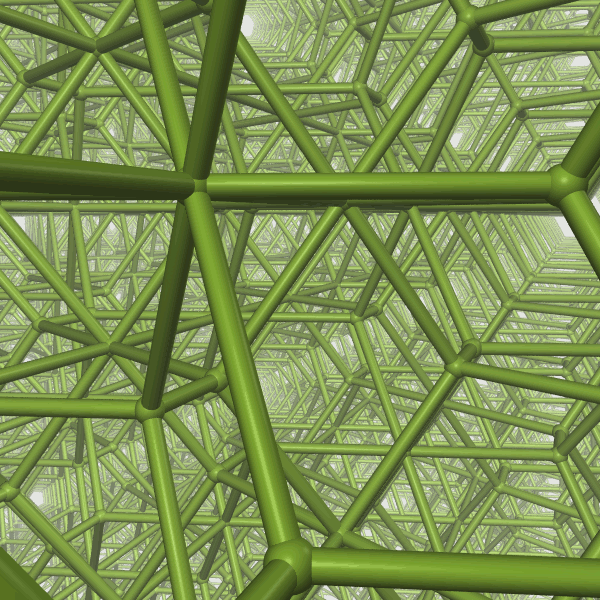
Tassellatura trapezo-rombico-dodecaedrica
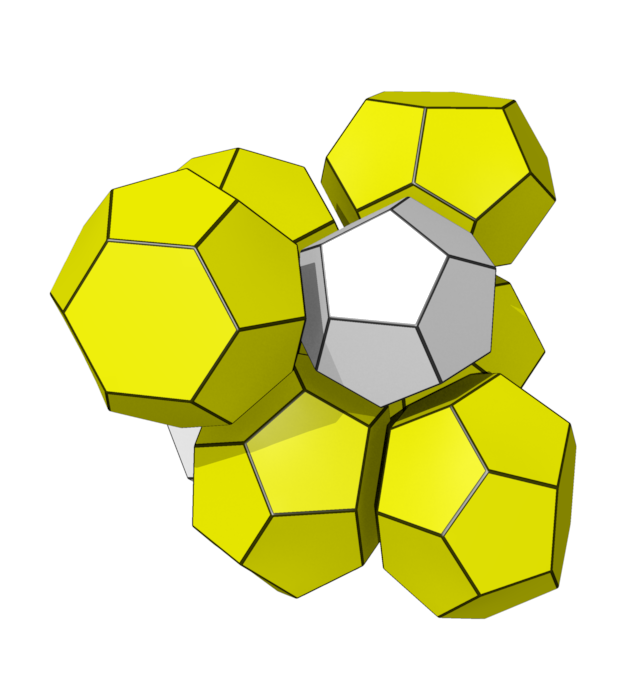
La struttura Weaire-Phelan

Il sesto esempio mostrato si riferisce allo spazio iperbolico: non è possibile tassellare l'ordinario spazio euclideo tramite dodecaedri regolari.